# Semiana
Semiana är en ort och kommun i provinsen Pavia i regionen Lombardiet i Italien. Kommunen hade 207 invånare (2018).